# Paracladura aperta
Paracladura aperta är en tvåvingeart som först beskrevs av Alexander 1922.  Paracladura aperta ingår i släktet Paracladura och familjen vintermyggor. Inga underarter finns listade i Catalogue of Life.